# 요시타카 유리코
요시타카 유리코(吉高 由里子, 1988년 7월 22일 ~ )는 일본의 여배우이다. 본명은 하야세 유리코(早瀬 由里子). 도쿄도 출신. 아뮤즈 소속. 신장은 161cm, 혈액형은 O형이다.

## 약력
고등학교 1학년 때 도쿄도 하라주쿠에서 쇼핑을 하고 있던 때 연예 사무소의 윌 코퍼레이션에 스카우트되어 연예계에 들어가게 되었다. 스카우트를 해 온 사람이 여성으로, 기분을 허락해 연락처를 알려주었다고 한다. 여배우에 대한 동경은 전혀 없었다고 한다. 그 후, 당초의 소속사였던 윌 코퍼레이션이 아뮤즈에 흡수 합병이 되면서, 아뮤즈 소속이 되었다.
2006년 영화 《노리코의 식탁》으로 여배우 데뷔. 제28회 요코하마 영화제 최우수 신인상을 수상한다.
2007년 9월에 교통 사고를 당해 턱뼈 골절 중상을 입게 되어 입원하게 되었다. 오디션으로 《뱀에게 피어싱》의 주연이 정해진 며칠 후의 일이었다. 이 작품으로 데뷔 이래 첫 누드 씬을 선보였다. 제32회 일본 아카데미상 신인 배우상, 블루 리본상 신인상 등을 수상하면서 브레이크를 완수한다.
2009년 10월기, 후지 TV 계열 게츠쿠 드라마 《도쿄 DOGS》에서 여주인공으로 발탁되었다. 게츠쿠 드라마의 여주인공으로는 이 작품이 처음이지만, 고정 출연은 2008년 7월기의 《태양과 바다의 교실》이다.
2010년 3월에 CNN의 〈세계적으로 이름이 알려져 있지 않은 연기력 있는 일본 배우 7인〉에 선정되었다. 2010년 7월기, NTV 계열 《미오카~네가 함께한 나날들》으로 지상파 연속 드라마 첫 주연을 완수한다.
2013년에 출연한 영화 《요노스케 이야기》로 제68회 마이니치 영화 콩쿠르 여우조연상 등을 수상, 4월기 후지 TV 계열 게츠쿠 드라마 《갈릴레오》의 두 번째 시즌의 주인공을 맡았다.
2014년 4분기에 NHK 연속 TV 소설 《하나코와 앤》에서는 오디션없이 주인공 역에 발탁되었으며, 동년 12월 31일 방송된 제65회 NHK 홍백가합전에서 홍조 사회를 맡았다.
2015년 10월 《대역주》로 무대에 첫 도전했다.

## 인물
- 왼손잡이.[14] 드라마 《하나코와 앤》 출연 당시에는 맡은 배역인 무라오카 하나코가 오른손잡이인 탓에 평소 식사도 오른손으로 젓가락을 사용했다.[14]

- 불고기 가게나 할인점에서 아르바이트를 하고 있던 적도 있다.[15] 또한 편의점에서 일한 적도 있다.[7]

- 배우로서의 터닝포인트가 된 사건으로 2007년 영화 《뱀에게 피어싱》촬영 직전에 일어난 교통 사고라고 대답하고 있다.[8][9] 이것에 대해 요시타카는 “죽음도 각오한 그 사고를 통해 일이 없고 반항적이였던 자신이 어떻게 주위의 도움으로 있었는지를 아는 계기가 됐다”다고 회고하고 있다.[9] 다른 인터뷰에서도 “그 무렵의 나는 인간으로서 신경이 곤두서 있었고, 사람에게 감사하는 것도 몰랐습니다. 너는 일단 아픈 생각을 하지 않으면 모른다고 저런 사고의 경험이 주어진 것 라고 생각합니다”라고 말하고 있다.[8]

- 역이 결정 때마다 다시 몇 년 후에는 여배우를 계속하지 않는 것이 아닐까 싶을 정도로 깊은 고민라고 말하고 있다.[16]

- 2009년부터 패션 잡지 〈JILLE〉에서 「요시타카 보완 계획」을 연재 중이다. 그 중 예술 분야에 도전하는 기획이 있어, 2012년 12월호까지의 시점에서 “연재 역사상 가장 어려웠다”고 말하고 있다.[17]

### 취미·기호·교우관계
- 취미는 그림 그리기,[1] 음악 감상.[1]

- 동경의 여배우는 나가사쿠 히로미로,[10] “저렇게 깨끗하게 어른이 되고 싶다”고 말하고 있다.[10]

- 좋아하는 음식은 고기와 생선.[10]

- 좋아하는 색깔은 검은 색이나 짙은 보라색.[10][18]

- 좋아하는 영화는 스튜디오 지브리의 작품이다.[10] 그 중에서도 《천공의 성 라퓨타》를 좋아한다.[10]

- 히로시마와 오사카 사투리를 자유 자재로 구사할 수 있다.[주 1] 아버지가 히로시마 출신으로,[19] 집에서 만드는 오코노미야키는 히로시마풍이라고 한다.[20]

- 긴이오 나츠오는 2000년 4월에 딸 (카카·당시 초등학교 2학년)이 다니는 초등학교에 볼일이 있어, 가게 되었다가 신입생을 돌보던 요시타카 유리코 (당시 초등학교 6학년)을 우연히 보인 그녀의 행동에 감동 받았다. 그런 그녀를 찾아 “사진을 찍게 해 달라”고 편지를 보내고 집 앞이나 근처의 공원에서 사진을 찍어 달라고 요청을 해왔다고 한다. 그 때의 사진 시집 〈안녕 또 봐요〉에 게재되고 있다. 이후 연예계에서 활동 중이던 요시타카가 당시의 소녀라고는 친구가 알려줄 무렵까지는 전혀 눈치채지 못했다고 한다.[주 2]

- 친한 동료나 친구로는 시바사키 코우와 《갈릴레오》에 출연하기 전부터 친분이 있었다.[주 3] 서로 〈유리코 (由里子)〉, 〈코우짱 (コウちゃん)〉이라고 부르고 있다.[21] 그 외에는 이 작품의 영화판 《한여름의 방정식》에 함께 출연한 안도 사이가 좋고, 서로 〈유리짱 (由里ちゃん)〉, 〈안짱 (杏ちゃん)〉이라고 부르고 있다. 사회를 맡은 제65회 NHK 홍백가합전 전의 특별 프로그램에서, 나가부치 츠요시의 자녀와 모리 신이치의 자녀와 동급생임을 밝혔다.[22] 또한, 《하나코와 앤》에서 함께 출연한 하리센본, 콘도 하루나와도 가장 친한 친구이다. 콘도는 《정의의 정》의 제8화에서도 공연했다.[23]

## 출연 작품
역할의 굵은 표시는 주연 작품

### 텔레비전 드라마
| 방송일자                 | 제목                                                         | 역할                        | 방송사            | 비고             |
| ------------------------ | ------------------------------------------------------------ | --------------------------- | ----------------- | ---------------- |
| 2006년 2월               | 시효경찰 제6화                                               | 마유미                      | TV 아사히         |                  |
| 2006년 5월               | 드라마 W 〈칠드런〉                                          | 아오키 미하루 (고교생 시절) | WOWOW             |                  |
| 2006년 7월               | PS -라쇼몽- 제2화                                            | 소노다 유카리               | TV 아사히         |                  |
| 2006년 10월 ~ 12월       | 사랑의 극장 〈좋은 여자〉                                    | 나카무라 미카               | TBS               |                  |
| 2007년 8월               | 놀라운 세계 스바세카 극장 〈오늘 밤도 원더풀 바에서 3〉      | 코히나타 유카               | 홋카이도 TV       | 지역 방송 드라마 |
| 2007년 6월 3일           | 농담이 아니야! 제8화                                         |                             | TBS               |                  |
| 2007년 10월 2일          | 기묘한 이야기 '07 가을 특별편 〈카운트다운〉                 | 나카사토 역                 | 후지 TV           |                  |
| 2008년 1월 ~ 3월         | 내일의 키타 요시오 ~세계 제일 불운한 남자의 기적의 11일간~   | 요이마치 시노부             | 칸사이 TV·후지 TV |                  |
| 2008년 1월 27일·3월 23일 | 대하드라마 〈아츠히메〉 제4화·제12화                         | 오테츠                      | NHK               |                  |
| 2008년 3월 ~ 4월         | 콘노상과 놀자                                                | 콘노 미유키                 | WOWOW             |                  |
| 2008년 3월 28일          | 에버레이지                                                   | 우주인 / 여자 손님 (5)      | 후지 TV           |                  |
| 2008년 10월 11일         | 에버레이지 2                                                 | B 아이                      | 후지 TV           |                  |
| 2008년 7월 ~ 9월         | 태양과 바다의 교실                                           | 야시마 아카리               | 후지 TV           |                  |
| 2008년 10월 ~ 12월       | 토요일 TV 실험실 〈톤슈어〉                                  | 가시와노하 미카             | NTV               |                  |
| 2008년 11월              | 사잔 30주년 × 닛테레 55주년 드라마 〈the 파도타기 레스토랑〉 | 미사키                      | NTV               |                  |
| 2008년 12월 14일         | 요시타카 유리코 20세, 나라도착~작은 사랑의 심부름꾼          | 요시타카 유리코 (자신)      | 칸사이 TV·후지 TV |                  |
| 2009년 1월 ~ 3월         | 러브 셔플                                                    | 하야카와 카이리             | TBS               |                  |
| 2009년 2월 3일           | 정말로 있었던 무서운 이야기 〈피 칠해진 여관〉               | 야스다 메구미               | 칸사이 TV·후지 TV |                  |
| 2009년 4월 ~ 6월         | 하얀 봄                                                      | 니시다 시오리               | 칸사이 TV·후지 TV |                  |
| 2009년 8월 1일           | 이케맨 소바가게 탐정~괜찮아!~ 제5화                          | 소시가야 구리코             | NTV               | 특별 출연        |
| 2009년 9월               | 연시비 코이시구레 ~사랑은 가끔 눈물이 나온다~                | 낭독, PV 출연               | 후지 TV           |                  |
| 2009년 10월 ~ 12월       | 도쿄 DOGS                                                    | 마츠나가 유키 (히로인)      | 후지 TV           |                  |
| 2010년 7월 ~ 8월         | 두부 자매                                                    | 세 자매                     | WOWOW             |                  |
| 2010년 7월 ~ 9월         | 미오카~네가 함께한 나날들                                    | 미네기시 미오카             | NTV               |                  |
|                          | 내가 연애할 수 없는 이유                                     | 오구라 사키                 | 후지 TV           |                  |
| 2012년 9월 ~ 11월        | 뱀파이어 검사 시즌2                                          | 루나                        | OCN               | 한국 드라마      |
| 2013년 4월 ~ 6월         | 갈릴레오 제2 시리즈                                          | 키시타니 미사               | 후지 TV           |                  |
| 2013년 6월 22일          | 갈릴레오 XX (더블엑스) 우츠미 카오루 마지막 사건 우롱        | 키시타니 미사               | 후지 TV           |                  |
| 2014년 3월 ~ 9월         | 연속 TV 소설 〈하나코와 앤〉                                 | 무라오카 하나코             | NHK               | [ 24 ]           |
| 2014년 10월 18일         | 하나코와 앤 스핀오프 특별 새벽 시장의 신부                   | 무라오카 하나코             | NHK BS 프리미엄   |                  |
| 2017년 1월 ~ 3월         | 도쿄 타라레바 아가씨                                         | 카마타 린코                 | NTV               | [ 25 ]           |
| 2018년 4월 ~ 6월         | 정의의 정                                                    | 타케무라 리리코             | NTV               | [ 26 ]           |
| 2019년 4월 ~ 6월         | 저, 정시에 퇴근합니다.                                       | 히가시야마 유이             | TBS               |                  |
| 2020년 1월 ~ 3월         | 몰라도 되는 것                                               | 마카베 케이트               | NTV               |                  |
| 2020년 10월 7일          | 도쿄 타라레바 아가씨 2020                                    | 카마타 린코                 | NTV               | [ 27 ]           |
| 2020년 10월 ~ 12월       | 위험한 비너스                                                | 야가미 카에데 (히로인)      | TBS               | [ 28 ]           |
| 2021년 10월 ~ 12월       | 최애                                                         | 사나다 리오                 | TBS               | [ 29 ] [ 30 ]    |

### 영화
| 개봉일자                 | 제목                                              | 역할                   | 배급사                              | 비고                              |
| ------------------------ | ------------------------------------------------- | ---------------------- | ----------------------------------- | --------------------------------- |
| 2005년 3월 19일          | ZOO 〈SEVEN ROOMS〉                               | ROOM7 여자             | 도에이 비디오                       | 단편 영화, 데뷔작                 |
| 2006년 9월 23일          | 노리코의 식탁                                     | 시마바라 유카          | 아르고 픽처스                       |                                   |
| 2007년 3월 17일          | 시부야구 마루야마쵸                               | 세타                   | 덱스 엔터테인먼트                   |                                   |
| 2007년 5월 12일          | 가요곡이에요, 인생은 제6화 〈참회의 가치도 없다〉 | 소녀                   | 재너두                              |                                   |
| 2007년 11월 10일         | 텐텐                                              | 후후미                 | 스타일 잼                           |                                   |
| 2008년 1월 26일          | 저녁노을 소녀 〈이탈리아의 노래〉                 | 사키코                 | 도쿄 예술대학 / 제네온 엔터테인먼트 |                                   |
| 2008년 5월 31일          | 싸이보그 그녀                                     | 미에 (22세기 학생)     | 가가                                |                                   |
| 2008년 7월 26일          | 유어 프렌즈                                       | 하나이 쿄코            | 비타즈 엔드                         |                                   |
| 2008년 9월 20일          | 뱀에게 피어싱                                     | 루이                   | 가가                                |                                   |
| 2009년 5월 23일          | 중력 피에로                                       | 나츠코                 | 아스믹 에이스                       |                                   |
| 2009년 10월 10일         | 카이지                                            | 이시다 히로미          | 도호                                |                                   |
| 2010년 1월 23일          | 모든 것은 바다가 된다                             | 쿠누기 시즈코          | 도쿄 테아토르                       |                                   |
| 2011년 1월 29일          | GANTZ                                             | 코지마 타에 (히로인)   | 도호                                |                                   |
| 2011년 4월 1일           | 혼전특급                                          | 이케시타 치에          | 비타즈 엔드 / 쇼케이트              |                                   |
| 2011년 4월 23일          | GANTZ PERFECT ANSWER                              | 코지마 타에 (히로인)   | 도호                                |                                   |
| 2011년 9월 10일          | 탐정은 BAR에 있다                                 | 콘도 메구미            | 도에이                              |                                   |
| 2011년 10월 22일         | 카멜리아 〈kamome〉                               | 묘령의 여인            | 도에이 (일본 배급)                  | 한국·일본·태국 옴니버스 단편 영화 |
| 2011년 11월 5일          | 카이지 2                                          | 이시다 히로미          | 도호                                |                                   |
| 2012년 1월 14일          | 로보-G                                            | 사사키 요코            | 도호                                |                                   |
| 2012년 1월 14일          | 두더지                                            | 미키                   | 가가                                |                                   |
| 2012년 3월 17일·4월 21일 | 우리들이 있었다 전편·후편                         | 타카하시 나나미        | 도호                                |                                   |
| 2013년 2월 23일          | 요노스케 이야기                                   | 요사노 쇼코 (히로인)   | 쇼게이트                            |                                   |
| 2013년 6월 29일          | 한여름의 방정식                                   | 키시타니 미사          | 도호                                |                                   |
| 2017년 9월 23일          | 유리고코로                                        | 미사코                 | 도에이 / 닛카쓰                     | [ 31 ]                            |
| 2018년 8월 24일          | 검찰측의 죄인                                     | 타치바나 사호 (히로인) | 도호                                | [ 32 ]                            |
| 2020년 10월 23일         | 유어 아이즈 텔                                    | 카시와기 아카리        | 가가                                | [ 33 ]                            |

### 무대
| 공연일자                   | 제목             | 역할          | 공연장소            | 비고   |
| -------------------------- | ---------------- | ------------- | ------------------- | ------ |
| 2015년 10월 9일 ~ 11월 1일 | 대역주           | 사쿠마 미치코 | Bunkamura 극장 코쿤 | [ 13 ] |
| 2016년 7월 12일 ~ 7월 31일 | 레이디 언트·바민 | 질            | 극장 트램           |        |

### 극장판·TV 애니메이션
| 개봉/방송일자 | 제목          | 역할      | 배급사/방송사 | 비고          |
| ------------- | ------------- | --------- | ------------- | ------------- |
| 2009년 1월    | 미치코와 핫친 | 바네사 리 | 후지 TV       | TV 애니메이션 |

### WEB·전달 드라마
- 성병 선생 (2006년 3월 20일 ~ 5월, GyaO) - 미나구치 사토미 역
- 뮤직 드라마 〈woh woh〉 (2009년 1월 26일 ~ 2월, FUJIPACIFIC MUSIC) - 히토미 역
- 혼전 특급 -인생은 17부터- (2009년 9월 7일 ~ 28일, au LISMO 드라마) - 이케시타 치에 역
- 퍼센티지 오브 러브~그이는 의외로 10% 정도~ (2009년, 소고·세이부 〈2009 Love Xmas 캠페인〉) - 호노카 역
- 혼전 특급 -인생 역시 21부터- (2011년 1월, au LISMO 드라마) - 이케시타 치에 역
- 혼전 특급 -결혼까지 앞으로 117일- (2011년 9월 2일 ~ 30일, 전 5화, au LISMO 드라마) - 이케시타 치에 역

## 그 외 출연

### 다큐멘터리
- 요시타카 유리코 런던 6일 -맥베스에 도전한 나- (2011년 10월 4 일, NHK BS 프리미엄)
- 20세 도전 (2021년 4월 4일 ~ 2023년 3월 26일, TV 아사히, BS 아사히) - 내레이터
- 미래에 연결되는 성원 (2023년 4월 2일 ~ , TV 아사히, BS 아사히) - 내레이터

### 버라이어티
- NHK 홍백가합전 (NHK 종합)
  - 제65회 홍조 사회 (2014년 12월 31일)
  - 제74회 게스트 심사위원 (2023년 12월 31일)

### PV
- 아나 〈WEST〉
- FLOW 〈고마워 (ありがとう 아리가또[*])〉 (2008년)
- moumoon 〈Destiny〉 (2009년)
- 후쿠야마 마사하루 〈반딧불 (蛍 호타루[*])〉 (2010년)
- monobright 〈DANCING BABE〉 (2011년)
- Perfume  〈TOKYO GIRL〉 (2017년)

### 광고(CM)
- 남코 〈제노사가 II〉 (2004년)
- 네슬레 재팬 킷캣 웹 CM 〈집〉편 (2004년 ~ 2005년)
- NTT 도코모 칸사이 기업 CM (2006년)
- 닌텐도 프레스 발표회 PV (2006년)
- 스미토모 생명 〈네잎 클로버〉편 (2006년)
- 카오
  - 허밍 (2006년)
  - Essential 샴푸 (2010년)
  - 니베아 카오[주 11] (2011년)
- 고베 제강소 그룹 (2006년)
- 켄터키 프라이드 치킨(KFC) 치킨 필레 샌드 〈Let’s 필레 샌드〉편 (2007년)
- 일본 공학원 전문학교 〈크리에이터즈〉편
- 야쿠르트 혼샤 〈타후만〉
- 미니스톱 딸기 미루피유 파르페 〈가르키는〉편 (2009년)
- 산토리 음료 〈허브 클리어〉 (2009년)
- 도요타 자동차
  - 랙티스 〈토크 LIVE IN 사례!〉편 (2009년) - 오도리와 공동 출연
  - 도요타 렌탈리스 〈도요타 자동차 〉 (2012년) - 가다루카나루 타카, 다카노하나 코지, 오오스기 렌, 니시오 유카리와 공동 출연.
- 에자키 글리코
  - 파나푸 (2010년 ~ 2016년)
  - 기업 CM 〈모두에게 웃는 얼굴을 보내고 싶다. 겨울〉편 (2012년)
- 치자 (2013년 ~ 2014년)
  - 아이스의 열매 (2018년 6월 ~ )
- 산토리 맥주
  - 잔의 볼만한 드라이 〈삶〉 (2010년) - 월요일 CM에 출연
  - 토리스 위스키 엑스트라, 트리스 위스키 하이볼 캔 (2010년 ~ )
- JRA 네비게이터 (2011년)
- 캐논 〈IXY〉 (2011년)
- 유나이티드 애로스 (2011년)
- 에스에스 제약 〈이브 A조〉 (2012년)
- 세이부 철도 〈치치 산책 여행〉편 (2013년)
- D·N·A 〈comm 데뷔〉편 (2013년)
- 네이처 랩 〈모이스트 다이앤 오일 샴푸〉 (2013년 ~ 2014년)
- 미쓰이 스미토모 은행 〈갈거야, 미라이〉 (2014년 ~ )
- 아지노모토 〈냄비 큐브〉 (2016년 9월 ~ )
- 라이온 〈소후란 아로마 리치〉 (2018년 ~ 2019년)
- 시세이도 〈순백센카(SENKA)〉 (2018년 ~ 2020년)
- 카카쿠코무 〈타베로그〉 (2018년 11월 ~ )
- JCOM 〈J:COM 모바일〉 (2020년 11월 ~ )
- 히사미츠 제약 〈알레그라 FX〉 (2021년 2월 ~ ) - 치넨 유리, 진구지 유타와 공동 출연
- JR 도카이 (2024년 2월 ~ )
- 아다스트리아 〈GLOBAL WORK〉 (2024년 2월 ~ ) - 미야자와 히오와 공동 출연
- 닛신식품 〈닛신노돈베에〉 (2024년 5월 ~ ) - 이타가키 리히토와 공동 출연

### 모델·이미지 캐릭터
- 사적 녹음 보상금 관리 협회 포스터 (2005년)

## 음반
참가 작품
- Let's try again (2011년) - 내레이션 담당.

## 서적

### 사진집
- 요시타카 유리코 사진 (슈에이샤, 2008년 9월 1일 ISBN 978-4-08-780505-5)

### 포토 에세이
- 요시타카 유리코의 아이우에오 (리틀 모어, 2008년 9월 1일 ISBN 978-4-89815-246-1)

## 수상 경력
| 연도   | 시상식                                | 부문              | 작품                             | 출처   |
| ------ | ------------------------------------- | ----------------- | -------------------------------- | ------ |
| 2006년 | 제28회 요코하마 영화제                | 최우수 신인상     | 노리코의 식탁                    |        |
| 2008년 | 제23회 타카사키 영화제                | 최우수 여우조연상 | 너의 친구                        |        |
| 2008년 | 제51회 블루 리본상                    | 신인상            | 뱀에게 피어싱                    |        |
| 2008년 | 제32회 일본 아카데미상                | 신인상            | 뱀에게 피어싱                    |        |
| 2008년 | 제18회 일본 영화 비평가 대상          | 신인상            | 뱀에게 피어싱                    |        |
| 2011년 | 제33회 요코하마 영화제                | 여우주연상        | 혼전특급                         | [ 34 ] |
| 2012년 | 엘란도르상                            | 신인상            | 빈칸                             | [ 35 ] |
| 2013년 | 제5회 TAMA 영화상                     | 최우수 여우주연상 | 요노스케 이야기, 한여름의 방정식 | [ 36 ] |
| 2013년 | 제68회 마이니치 영화 콩쿠르           | 여우조연상        | 요노스케 이야기                  | [ 37 ] |
| 2013년 | 제77회 더 텔레비전 드라마 아카데미상  | 여우조연상        | 갈릴레오 제2 시리즈              |        |
| 2014년 | 제82회 더 텔레비전 드라마 아카데미상  | 여우주연상        | 하나코와 앤                      | [ 38 ] |
| 2017년 | 제41회 일본 아카데미상                | 우수 여우주연상   | 유리고코로                       | [ 39 ] |
| 2019년 | 제16회 컨피던스 어워드 드라마상       | 여우주연상        | 저, 정시에 퇴근합니다            |        |
| 2019년 | 제101회 더 텔레비젼 드라마 아카데미상 | 여우주연상        | 저, 정시에 퇴근합니다            |        |

### 내용주
1. ↑  〈주간 아사히〉 2005년 9월 2일호 140 페이지
2. ↑  긴이오 나츠오 일기 〈따분한 노트〉로부터
3. ↑  〈시바사키 코우 official Blog〉 (2013년 8월 17일자)로부터
4. ↑  개봉일 기준은 일본에서의 개봉일이다.
5. ↑  부산 국제 영화제 제작 작품으로, 제15회 부산 국제 영화제 폐막작으로 첫 상영, 일본에서는 동년 10월 25일 제23회 도쿄 국제 영화제에서 첫 상영 되었다.
6. ↑  2편이 한 달 간격으로 연속 개봉되었다.
7. ↑  이쿠타 토마와 공동 주연
8. ↑  후쿠야마 마사하루와 공동 주연
9. ↑  요코하마 류세이와 공동 주연
10. ↑  개봉·방송일자 기준은 일본에서의 공개일이다.
11. ↑  일본에서는 1968년 이후 일본 법인 바이어스 도르프 지주·재팬과 카오와 60:40 합작으로 〈니베아 카오〉가 제조·판매하고 있다.

### 참조주
1. 1 2 3 4 5 6 7 8 9 10 11 12  “요시타카 유리코의”. 《일본 탤런트 명감》. VIP TIMES. 2015년 5월 23일에 확인함.
2. 1 2 3 4  “요시타카 유리코의 정리”. Smart더 텔레비전. 2016년 9월 12일에 확인함.
3. 1 2 3  “요시타카 유리코의”. 《아뮤즈 공식 사이트》. AMUSE INC. 2016년 9월 9일에 확인함.
4. 1 2 3 4  《일본 탤런트 명감2017》. VIP타임즈사. 2017. 779쪽. ISBN 978-4-904674-08-6.
5. 1 2 3 4 5 6 7 8  “요시타카 유리코 - TOWER RECORDS ONLINE”. 2015년 2월 13일에 확인함.
6. 1 2 3  “여배우, 요시타카 유리코”. 《산케이 신문》. 2006년 9월 23일. 2015년 1월 8일에 원본 문서에서 보존된 문서. 2016년 9월 9일에 확인함.
7. 1 2  “인터뷰 : 요시타카 유리코 "만두 정도는 먹는다"」”. 《Livedoor News》. 2009년 9월 7일. 2021년 7월 12일에 확인함.
8. 1 2 3 4 5 6  사니 우돈 (2012년 2월 4일). “요시타카 유리코가 「뱀에게 피어싱」에서 대담한 누드 비화, 거장 니나가와 유키오에 「누드 선보여」”. 《Livedoor News》. LITERA. 2014년 8월 6일에 원본 문서에서 보존된 문서. 2016년 9월 9일에 확인함.
9. 1 2 3 4 5 6  마로 (2015년 10월 22일). “요시타카 유리코을 바꾼 것 / 예능 사무소 업무 이야기”. 《SANSPO.COM》. 2016년 9월 9일에 확인함.
10. 1 2 3 4 5 6 7  “【TV클립】요시타카 유리코 만남이 낳는 수분의 감각”. 《산케이 뉴스》. 2009년 11월 15일. 2009년 11월 19일에 원본 문서에서 보존된 문서. 2016년 9월 9일에 확인함.
11. ↑  “Japanese actors who can actually act”. 《CNN Travel》 (Cable News Network). 2010년 3월 25일.
12. ↑  “요시타카 유리코 사실 성격 성실 「후세의 사람들이 사랑할 작품을」”. 《스포니치》. 2014년 1월 21일. 2016년 9월 9일에 확인함.
13. 1 2  “요시타카 유리코, 「대역주」에서 첫 무대! 홍백 이후 반년 만 “복귀””. 스포츠호치. 2015년 6월 15일. 2015년 6월 15일에 원본 문서에서 보존된 문서. 2015년 6월 15일에 확인함.
14. 1 2  “왼손잡이 요시타카 유리코 「하나코」가 되기 위해 오른손으로 젓가락을…”. 《스포니치 신문사》. 2014년 4월 17일. 2016년 9월 9일에 확인함.
15. ↑  https://tvtopic.goo.ne.jp/program/cx/433/552167/ [깨진 링크]
16. ↑  “요시타카 유리코 「여배우 일은 매번 대머리가 되어 버릴 정도로 고민」”. 오오타 출판. 2011년 10월 12일. 2014년 5월 3일에 확인함.
17. ↑  “JILLE 2012년 12월호”. 후타바샤. 2012년 11월 12일. 2021년 10월 7일에 원본 문서에서 보존된 문서. 2021년 10월 7일에 확인함.
18. ↑  “그녀가 깨끗한 이유 요시타카 유리코 씨 제1회 구애해서 먹을수록 좋아 「혼모노 “육식여자”입니다」”. 마이니치 신문. 2009년 9월 10일.
19. ↑  “요시타카 유리코 엉덩이 만져 화낸”. 《아사히 신문 디지털》. 2011년 8월 3일. 2014년 5월 3일에 원본 문서에서 보존된 문서. 2014년 5월 3일에 확인함.
20. ↑  “하이 꿀꺽 꿀꺽 기분 좋은 요시타카 유리코 「개방적이 되어 버린다」”. 《스포니치 신문사》. 2011년 8월 3일. 2014년 5월 3일에 확인함.
21. ↑  “안에서 “앤” 요시타카에 「아침 드라마」 히로인 바톤·터치”. 《오리콘》. 2014년 3월 18일. 2017년 3월 15일에 확인함.
22. ↑  마키 이즈미 (2014년 12월 29일). “【엔터 비타민♪】요시타카 유리코가 나가부치 츠요시와의 의외 관계를 고백. 「동급생의 아버지였다」”. 《Techinsight》. 2021년 7월 12일에 확인함.
23. ↑  “하루나 교섭 여문? 친구 요시타카 유리코와 4년 만 공연”. 닛칸스포츠. 2018년 5월 29일.
24. ↑  “요시타카 유리코, 내년 전기의 NHK 아침 드라마 주인공! 「하나코와 앤」에서 10-50대를 열연!”. 시네마투데이. 2013년 6월 25일. 2013년 6월 25일에 확인함.
25. ↑  “「도쿄 타라레바 아가씨」가 TV 드라마화! 요시타카 유리코 주연 히가시무라 아키코 환희”. 코믹나탈리. 2016년 9월 8일. 2016년 9월 8일에 확인함.
26. ↑  “요시타카 유리코, 4월 연속 드라마 첫 검사역...닛폰 테레비 계열 「정의의 정」 원작은 아카와 사와코 씨”. 《스포츠호치》 (호치신문사). 2018년 1월 22일. 2018년 1월 22일에 확인함.
27. ↑  “도쿄 타라레바 아가씨 : 요시타카 유리코 주연 드라마 SP 버전이 올 여름 방송 33세의 리리코도 결혼에?  에이쿠라 나나, 오시마 유코도 연임”. 《만탄웹》 (주식회사MANTAN). 2020년 3월 30일. 2020년 9월 20일에 확인함.
28. ↑  “요시타카 유리코 주연·츠마부키 사토시와 첫 공동 출연! 한자와 나오키 이후 시간대 「위험한 비너스」로”. 《산스포》 (산케이 신문사). 2020년 9월 3일. 2020년 9월 3일에 확인함.
29. ↑  “요시타카 유리코 : TBS 「금요 드라마」 첫 주연 사장 역으로 「불안은 있습니다」 「리버스」 제작진의 러브 서스펜스”. 《MANTANWEB》. 2021년 8월 14일. 2021년 8월 14일에 확인함.
30. ↑  “요시타카 유리코 주연 「최애」 포스터 해금 “서스펜스” “러브 스토리”의 2 버전”. 《TV LIFE web》. KADOKAWA. 2021년 9월 25일. 2021년 9월 25일에 확인함.
31. ↑  “요시타카 유리코, 5년 만 영화 주연 인기 미스터리 원작 「유리고코로」 최초의 살인자 역”. 《영화.com》 (주식회사 영화닷컴). 2016년 12월 1일. 2016년 12월 1일에 확인함.
32. ↑  “기무라 타쿠야 VS 니노미야 카즈나리 「검찰의 죄인」 히로인 역에 요시타카 유리코”. 《시네마투데이》 (주식회사 시네마투데이). 2017년 7월 24일. 2017년 7월 24일에 확인함.
33. ↑  “요시타카 유리코 × 요코하마 류세이가 W 주연! 순애 그리는 「유어 아이즈 텔」 내년 가을 공개”. 《시네마투데이》. 2019년 10월 1일. 2019년 10월 1일에 확인함.
34. ↑  “제33회 요코하마 영화제 일본 영화 개인상”. 요코하마 영화제 실행위원회. 2012년 1월 21일에 원본 문서에서 보존된 문서. 2021년 8월 14일에 확인함.
35. ↑  2012년 엘란도르상 보관됨 2012-04-20 - 웨이백 머신 일반 사단 법인 일본 영화 텔레비전 프로듀서 협회, 2012년 1월 26일 참조.
36. ↑  “제5회 TAMA 영화상”. 제23회 영화제 TAMA CINEMA FORUM. 2013년 10월 14일에 확인함.
37. ↑  나카야마 유이치로, 제68회 마이니치 영화 콩쿠르 발표! 「행복한 사전」이 일본 영화 대상 (2014년 1월 21일), 시네마 투데이 2014년 1월 21일에 확인.
38. ↑  《발표! 제82회 드라마 아카데미상》. 《더 텔레비전 칸사이판》 20 (KADOKAWA). 6–10쪽.
39. ↑  “제41회 일본 아카데미상 우수상 결정”. 2018년 3월 3일에 확인함.